# Abu-Ubayda Màmar ibn al-Muthanna
Abu-Ubayda Màmar ibn al-Muthanna —àrab: أبو عبيدة معمر بن المثنى, Abū ʿUbayda Maʿmar b. al-Muṯannà— (728- vers 825), fou un filòleg àrab nascut a Bàssora.
Va viure sempre a Bàssora, excepte curtes estades a Bagdad. Va compondre dotzenes de tractats filològics àrabs i compilacions. Va escriure també dues obres filològiques sobre l'Alcorà anomenades Gharib al-hadith i Majaz al-Quran.